# Giacomo Rossi Stuart
 Giacomo Rossi Stuart (né le 25 août 1925 à Todi et mort le 20 octobre 1994 à Rome) est un acteur italien.

## Biographie
Né d'un père italien et d'une mère écossaise, il est doté d'un physique athlétique et pratique dès son plus jeune âge différents sports, dont la boxe, l'équitation et l'escrime. Il s'est notamment illustré dans le décathlon.
Il se rend aux États-Unis au début des années 1950 pour suivre une formation dramatique à l'Actors Studio à New York.
Il retourne bientôt en Europe où il fait de la figuration dans des films comme Jeunes Mariés (1953), de Gilles Grangier ou Guerre et Paix (1956) de King Vidor. Son premier rôle d'ampleur est dans le film de science-fiction Le danger vient de l'espace (1958) de Paolo Heusch et Mario Bava. Il obtient ensuite de nombreux rôles dans des films de cape et d'épée. Dans sa centaine de rôles, il a joué dans tous les genres, en particulier dans des westerns spaghettis et des films d'épouvante. Il est resté très actif jusqu'en 1980, date à laquelle il s'est retiré du monde du spectacle. On ne l'a plus vu que quatre fois, dans des téléfilms et des œuvres cinématographiques bon marché.

## Vie privée
Giacomo Rossi Stuart a été marié à Klara Muller, mannequin d'origine néerlandaise et allemande. Ils ont eu quatre enfants, Ombretta, Loretta, Kim et Valentina (it). Kim et Valentina sont également devenus acteurs.

## Filmographie partielle

### Années 1950

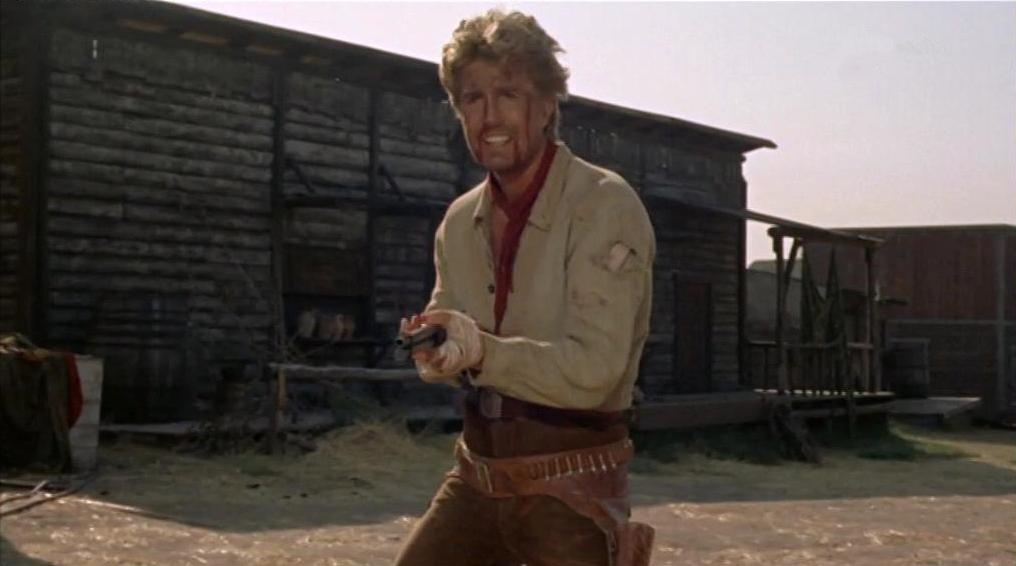
Giacomo Rossi Stuart dans Deguejo (1966).

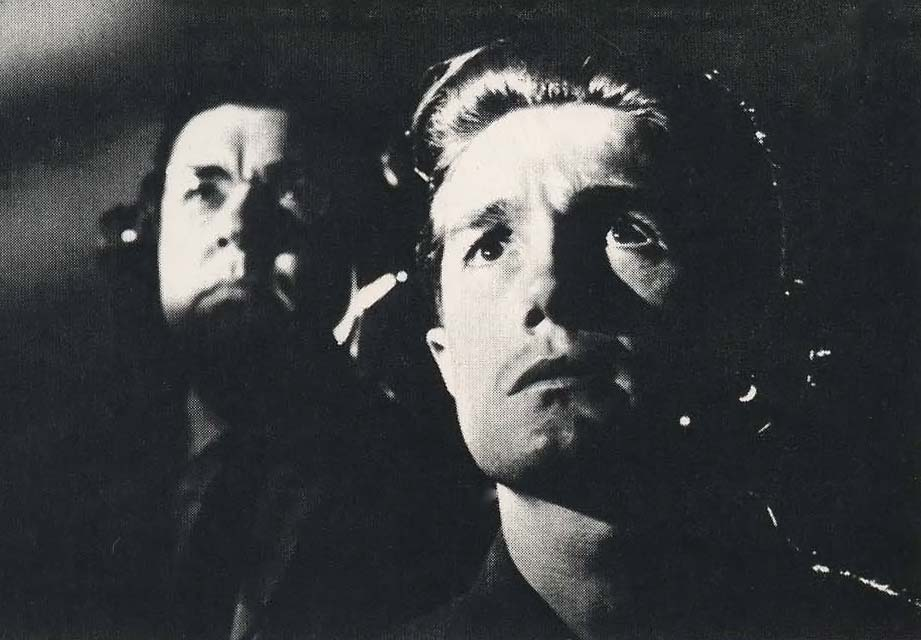
Giacomo Rossi Stuart dans Le danger vient de l'espace (1958).

- 1953 : Jeunes Mariés, de Gilles Grangier
- 1955 : Les Révoltés (Il mantello rosso) de Giuseppe Maria Scotese
- 1956 : Guerre et Paix de King Vidor
- 1956 : Londres appelle Pôle Nord (Londra chiama Polo Nord) de Duilio Coletti
- 1957 : Sous les griffes du tyran (Il conte di Matera) de Luigi Capuano
- 1958 : Le danger vient de l'espace (La morte viene dallo spazio) de Paolo Heusch et Mario Bava
- 1958 : L'Ennemi silencieux (The Silent Enemy) de William Fairchild
- 1959 : Roland, le Chevalier sans terre (Il cavaliere senza terra) de Giacomo Gentilomo
- 1959 : Caltiki, le monstre immortel (Caltiki - il mostro immortale) de Riccardo Freda
- 1959 : Ben-Hur de William Wyler
- 1959 : Dans les griffes de Borgia (La notte del grande assalto) de Giuseppe Maria Scotese

### Années 1960
- 1960 : Cinq Femmes marquées (Five Brabded Women) de Martin Ritt
- 1961 : L'Esclave de Rome (La schiava di Roma) de Sergio Grieco et Franco Prosperi
- 1962 : Miracle à Cupertino (The Reluctant Saint) d'Edward Dmytryk
- 1963 : Les Conquérants héroïques (La leggenda di Enea) de Giorgio Rivalta
- 1963 : Zorro et les Trois Mousquetaires (Zorro e i tre moschettieri) de Luigi Capuano
- 1964 : Le Temple de l'éléphant blanc (Sandok, il Maciste della giungla) d'Umberto Lenzi
- 1964 : Je suis une légende (The Last Man on Earth) de Ubaldo Ragona et Sidney Salkow
- 1964 : Les Terreurs de l'Ouest (I magnifici brutos del West) de Marino Girolami
- 1964 : Massacre au Grand Canyon (Massacro al Grande Canyon) d'Albert Band et Sergio Corbucci
- 1966 : Duel au couteau (I coltelli del vendicatore) de Mario Bava
- 1966 : Deguejo de Giuseppe Vari
- 1966 : Opération peur (Operazione paura) de Mario Bava
- 1967 : Œil pour œil, dent pour dent (Occhio per occhio, dente per dente) de Miguel Iglesias
- 1967 : Duel dans le monde (Duello nel mondo) de Georges Combret et Artur Scott
- 1968 : Zorro le renard (El Zorro) de Guido Zurli
- 1968 : El Che Guevara de Paolo Heusch
- 1969 : Les Sept Bâtards (Quella dannata pattuglia) de Roberto Bianchi Montero : major Wilkins

### Années 1970
- 1970 : L'Assaut des jeunes loups (Hornets' Nest) de Phil Karlson et Franco Cirino
- 1970 : Quelque chose rampe dans la nuit (Qualcosa striscia nel buio) de Mario Colucci
- 1970 : Le Week-end des assassins (Concerto per pistola solista) de Michele Lupo
- 1971 : L'Appel de la chair (La notte che Evelyn uscì dalla tomba) d'Emilio Miraglia
- 1972 : Roses rouges et Piments verts (No encontré rosas para mi madre) de Francisco Rovira Beleta
- 1973 : La mort a souri à l'assassin (La morte ha sorriso all'assassino) de Joe D'Amato
- 1973 : Piège pour un tueur (Si Puo essere piu bastardi dell'ispettore Cliff ?) de Massimo Dallamano
- 1974 : Les Polissonnes excitées (La minorenne) de Silvio Amadio
- 1975 : Zorro de Duccio Tessari
- 1978 : La Loi de la CIA (Sono stato un agente C.I.A.) de Romolo Guerrieri